# Krai de Stalingrado
El krai de Stalingrado fue una unidad administrativa y territorial de la República Socialista Federativa Soviética de Rusia, que existió desde el 10 de enero de 1934 hasta el 5 de diciembre de 1936. Su centro administrativo es la ciudad de Stalingrado.
Fue creado cuando el krai del Bajo Volga se dividió el 10 de enero de 1934 en los krais de Stalingrado y de Sarátov. El krai de Stalingrado incluía el territorio de los antiguos distritos de Astracán, Kamishin, Stalingrado y Khopyorsky, así como el óblast autónomo Kalmuko.
El 22 de octubre de 1935 la óblast autónomo Kalmuko se transformó en la RASS de Kalmukia.
El 5 de diciembre de 1936, por la Constitución de la Unión Soviética, la región se transformó en la óblast de Stalingrado y la RASS de Kalmukia.